# Atherigona mirabilis
Atherigona mirabilis är en tvåvingeart som beskrevs av Deeming 1971. Atherigona mirabilis ingår i släktet Atherigona och familjen husflugor. Inga underarter finns listade i Catalogue of Life.